# سوميت لياناغ
سوميت لياناغ (مواليد 24 يونيو 1936) هو ملاكم سريلانكي، مثّل بلاده في الألعاب الأولمبية الصيفية 1960.

## روابط خارجية
سوميت لياناغ على موقع أوليمبيديا (الإنجليزية)